# 上基恩
上基恩是德国莱茵兰-普法尔茨州的一个市镇。总面积5.45平方公里，总人口324人，其中男性162人，女性162人（2011年12月31日），人口密度59人/平方公里。